# Sandra Minnert
Sandra Minnert (ur. 7 kwietnia 1973 w Gedern) – niemiecka piłkarka grająca na obronie, zawodniczka SC 07 Bad Neuenahr (wcześniej 1. FFC Frankfurt i Washington Freedom) oraz reprezentacji Niemiec. Mistrzyni świata 2003 i z 2007, mistrzyni Europy 1995, 1997, 2001, 2005, brązowa medalistka Letnich Igrzysk Olimpijskich 2000 w Sydney i Letnich Igrzysk Olimpijskich 2004 w Atenach.